# Italsat 2
O Italsat 1 foi um satélite de comunicação geoestacionário italiano construído pela Alenia Spazio, ele esteve localizado na posição orbital de 16,4 graus de longitude leste e foi operado pela Agência Espacial Italiana. O satélite foi baseado na plataforma GeoBus (Italsat Bus) e sua expectativa de vida útil era de 8 anos. o mesmo saiu de serviço em julho de 2002 e foi transferido para uma órbita cemitério.

## Lançamento
O satélite foi lançado com sucesso ao espaço no dia 08 de agosto de 1996, por meio de um veículo Ariane-44L H10-3, a partir do Centro Espacial de Kourou, na Guiana Francesa, juntamente com o satélite Telecom 2D. Ele tinha uma massa de lançamento de 1 983.